# Günter Luther
Pour les articles homonymes, voir Luther (homonymie).
Günter Luther (né le 17 mars 1922 à Bestwig, le 31 mai 1997 à Kiel) est un officier de la marine allemande, le plus récent amiral de la marine fédérale. 

## Biographie
Günter Luther est le fils d'un professeur issu d'une famille d'artisans. En 1947, il épouse sa femme Christel, décédée en 1995. Il meurt d'une maladie cardiaque le 31 mai 1997 en revenant d'un rassemblement d'anciens élèves au volant de sa voiture.

### Seconde guerre mondiale
Luther obtient son diplôme du secondaire à 17 ans le 1er décembre 1939 comme officier de la Kriegsmarine. Il termine son entraînement maritime sur le navire-école Gorch Fock et le cuirassé Schleswig-Holstein et effectue une mission sur le front d'une durée de six mois dans les eaux norvégiennes sur le dragueur de mines M 1 (de).
Luther postulé plus tard comme observateur de combat. Pour cet entraînement, il doit échanger l'uniforme de la marine avec celui de la Luftwaffe. Luther est promu lieutenant le 1er avril 1942, et sert dans les escadrons d’aviation côtière 1./906 et 1./706. Il réalise environ 160 missions sur la mer du Nord et l'océan Arctique. En mai 1944, il est abattu en mer. 
Le lieutenant se porte ensuite volontaire pour rejoindre les parachutistes. En tant que commandant de compagnie, il intègre le 9e régiment de parachutistes avec lequel il prend part à l'offensive des Ardennes, à des batailles dans la Ruhr et des combats à Hürtgenwald. À la fin de la Seconde Guerre mondiale, il est prisonnier le 28 avril 1945 et est libéré en novembre 1945.

### Période d'après-guerre
Luther gagne sa vie comme ouvrier du bâtiment après la guerre. Il suit ensuite un cursus de langue anglaise, qui lui permettra de diriger du personnel auprès des forces armées américaines. Il rejoint l'usine de caméras Agfa en 1952 en tant qu'employé et chef de groupe exportateur avant de rejoindre les forces armées allemandes. 

### Bundeswehr et l'OTAN
Le 1er mars 1956, Luther entre dans la marine allemande nouvellement créée en tant que lieutenant-commandant, après avoir envisagé de servir dans la Luftwaffe. Cela est suivi par la formation en tant que pilote de jet au Royaume-Uni sur le type d'avion Sea Hawk, afin de rejoindre le domaine de l'aéronautique navale. En septembre 1958, il est commandant d’escadron du 1er escadron polyvalent du groupe 1 de l'aviation navale. En 1960, il est muté au commandement de la flotte et est responsable de la planification des opérations de l’aviation navale. En 1962, il devient commandant du 1er escadron d'aviation navale 1 en tant que capitaine de corvette. En tant que capitaine de la frégate, il devient Kommodore de cet escadron en 1965, puis devient Kapitän zur See en 1968. 
Il est ensuite muté à la tête du département central de l'aviation navale au siège de la marine au ministère fédéral de la Défense. Il réussit à mener la transistion des aviateurs de la marine du Starfighter au Tornado. Il est formé en tant que pilote de Starfighter et vole régulièrement ce type d'avion. 

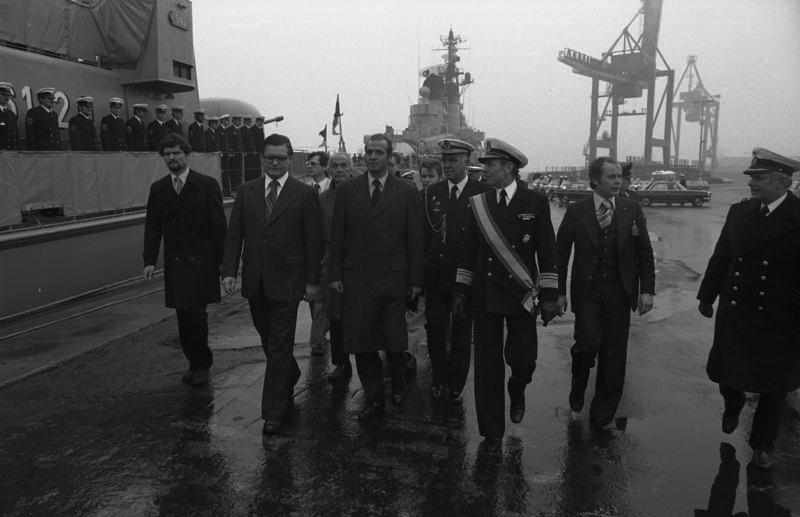
Le vice-amiral Luther accompagnait le roi d'Espagne Juan Carlos I lors d'une visite à des unités navales allemandes en 1977 à Bremerhaven.

Avec sa promotion d'amiral de la flottille le 1er octobre 1970, il est devient le plus jeune amiral de la marine allemande. Il a sur sous ces ordres environ 7500 hommes et plus de 200 avions. 
Le 1er avril 1972, il devient commandant des forces navales de la mer du Nord (BSN) et  joue un double rôle de commandant de l'OTAN (COMGERNORSEA) en tant que commandant des opérations des Alliés dans la partie allemande de la mer du Nord et du Skagerrak. 
En octobre 1972, il assume les fonctions de contre-amiral pendant deux ans et demi à la tête de l'office de la marine à Wilhelmshaven. Au 1er avril 1975, il est nommé au grade de vice-amiral de l'inspection de la marine. 
Le 1er avril 1980, Günter Luther prend le rang d'amiral au poste de commandant en chef adjoint des forces alliées en Europe (DSACEUR) au quartier général du SHAPE de l'OTAN. Le 31 mars 1982, l'amiral Günter Luther prend sa retraite et s'installe à Kiel. 

## Distinctions
- Croix de fer (1939) II et I. Classe
- Fermoir de vol avant en or
- Croix Fédérale du Mérite 1ère Classe (1973)
- Grande Croix du mérite de l'ordre du mérite de la République fédérale d'Allemagne avec une étoile et une bandoulière le 4 mars 1982
- Ordre du mérite pour la mer (1977)

## Travaux
- Co-auteur de : Die deutsche Marine – Historisches Selbstverständnis und Standortbestimmung, E.S. Mittler & Sohn, 2013 (ISBN 3-8132-0157-0)